# Tician Tabidze
Titsian Justinovič Tabidze (in georgiano ტიციან ტაბიძე?;  in russo Тициан Юстинович Табидзе?; Čkviši, 2 aprile 1895 – Tbilisi, 16 febbraio 1937) è stato un poeta georgiano.
Esordì giovanissimo con alcune liriche e con traduzioni dai poeti simbolisti russi e francesi. Trasferitosi a Mosca nel 1913, prese parte attiva alle più avanzate correnti dell'avanguardia letteraria.
Tornato in Georgia, costituì a Kutaisi, nel 1915, il gruppo chiamato Corna blu, cui fa capo tutta la moderna poesia georgiana: di questa Tabidze è considerato, con i suoi versi di estremo rigore stilistico e vibranti di un'intima inesauribile tensione, il massimo rappresentante. Arrestato durante lo stalinismo, venne poi fucilato nel 1937.